# Norberto Firpo
Norberto Firpo, noto anche con lo pseudonimo di Ácido Nítrico (Floresta, 17 dicembre 1931 – aprile 2017), è stato un fumettista e giornalista argentino.

## Biografia
Dopo gli studi in sociologia, lavorò per qualche tempo come camionista prima di dedicarsi al giornalismo e alla scrittura esordendo nel 1957 sulla rivista Vea y Lea come autore di decine di racconti di genere poliziesco; dal 1964 entrò nella redazione della rivista Primera Plana, e, dal 1968 al 1972, fu direttore del periodico Siete Días.
Come disegnatore assunse lo pseudonimo di "Ácido Nítrico" pubblicando su varie riviste opere e vignette spesso incentrate su personaggi ricorrenti come "Olegario, l'hombre que quería ser attore de historietas" ("Olegario, l'uomo che voleva diventare un personaggio dei fumetti"), pubblicato sulle riviste María Belén (1966-1967) e Tío Landrú (1967-1969). Pubblicò anche la serie "Furgon de Cola" sulla rivista per bambini Patoruzu e Humor viscoso su Tía Vicenta.
Divenne poi, nel 1980, curatore editoriale del quotidiano La Nacíon, dove tenne anche una celebre rubrica, "Rigurosamente Incierto", dove, attraverso il suo personaggio del "signor Peribañez", realizzava vignette satiriche sulla vita quotidiana e sulla situazione politica in Argentina e a Buenos Aires. La serie venne poi raccolta in un volume antologico nel 2009.
Morì nel 2017 a causa di una polmonite.

## Opere
- Hagamos el humor, no hagamos la guerra (1969)
- Las paralelas no se tocan, nene (1972, Emecé)
- Ejercicio erótico (1973, Nueva Senda)
- El náufrago y la gallina (1975)
- Cuerpo a tierra (romanzo, 1983)
- Grandísimo idiota (romanzo, 1985)
- Redondeces (romanzo, 1992).